# Неретляк, Мато
Ма́то Не́ретляк (хорв. Mato Neretljak; род. 3 июня 1979, Орашье, Босния и Герцеговина) — хорватский футболист, защитник. Тренер.

## Карьера

### Клубная
Обучался в школе команды «Осиек». Затем перебрался в команду «Хайдук» из Сплита, где провёл три сезона. С 2005 года играл в составе корейской команды «Сувон Самсунг Блюуингз» (с перерывом в один год, когда играл в Японии).

### В сборной
Сыграл в составе сборной 10 матчей, из них 9 товарищеские. Один раз появился в составе хорватской сборной в стыковом матче Евро-2004 против Словении. Единственный гол забил 18 февраля 2004 в товарищеском матче с Германией, но это не спасло Хорватию от поражения 1:2. Поехал на Евро-2004, но не сыграл ни одного матча.

## Достижения
- Чемпион Хорватии: 2004
- Обладатель Кубка Хорватии: 2003
- Чемпион Южной Кореи: 2008
- Член символической сборной K-лиги: 2006, 2007, 2008
- Обладатель Кубка Samsung Hauzen: 2008